# Avaås
Avaås är ett naturreservat i Malå kommun i Västerbottens län.
Reservatet är urskogsartat och präglat av flera bränder. Vissa tallar har stått kvar över 300 år. Området ligger mestadels på en sydsluttning. Det finns även ett par myrar.
Området avsattes som domänreservat 1961 men ombildades till naturreservat 1997. Det är 58 hektar stort och beläget 16 km nordväst om Malå på Matsbergets sluttning ner mot Malån. 